# Aisel
Aysel Mammadova (azerbajdžansko Aysel Məmmədova), poklicno znana kot Aisel, azerbajdžanska pevka * 3. julij 1989.

## Zgodnje življenje in kariera
Aisel je obiskovala srednjo glasbeno šolo in nato tudi Glasbeni konservatorij v Bakuju.

### Pesem Evrovizije
Aisel je bila 8. novembra 2017 razglašena za azerbajdžansko predstavnico na Pesmi Evrovizije 2018. Njena pesem »X My Heart« je bila izdan 4. marca 2018. Nastopila je v prvem polfinalu, dne 8. maja in dosegla 11. mesto s 94 točkami in se ni uvrstila v finale. Takrat je postala tudi prva predstavnica Azerbajdžana, ki se ni uvrstila v finale.
Konec oktobra 2023 je bilo objavljeno, da je Aisel ena izmed šestnajstih kandidatov za predstavnika Azerbajdžana na Pesmi Evrovizije 2024. Prišla je v ožji izbor šestih kandidatov, vendar na koncu ni bila izbrana.

## Diskografija

### Studijski album
| Naslov | Podrobnosti                                                                                              |
| ------ | --- |
| On     | - Objavljeno: 3. marca 2023 - Založba: Beat Music, SS Production - Formati: digitalni prenos, pretakanje |

### Pesmi
- »Others« (2016)
- »X My Heart« (2018)
- »More Emotion« (2018)
- »Don't Make Me Cry« (2018)
- »We Run« (2019)
- »Efforts« (2019)
- »Demə Mənə Neyləyim« (2020)
- »Sevirəm« (2020)
- »Bu Bir Sondur« (2020)
- »Sevgi Qəfəsi« (2020)
- »Drama« (2021)
- »Out Of Time« (2021)
- »Xəbərin Yox Məndən« (2022)
- »Gəl« (2023)
- »Game Of Chess« (2024)
- »Beautiful Life« (2024)